# Сандквист, Дон
Дон Сандквист (англ. Don Sundquist), полное имя Дональд Кеннет Сандквист (англ. Donald Kenneth Sundquist; 15 марта 1936, Молин, Иллинойс — 27 августа 2023, Мемфис, Теннесси), — американский политик, член Палаты представителей США от 7-го избирательного округа Теннесси (1983—1995), 47-й губернатор Теннесси (1995—2003).

## Биография
Дон Сандквист родился 15 марта 1936 года в Молине (округ Рок-Айленд, штат Иллинойс) в семье сварщика. В 1953 году он окончил среднюю школу в Молине. Затем он обучался в Августанском колледже (Рок-Айленд, Иллинойс), получив в 1957 году степень бакалавра искусств (B.A.). Сандквист стал первым представителем своей семьи, получившим высшее образование.
После окончания колледжа Сандквист два года (1957—1959) служил в Военно-морских силах США, затем до 1963 года находился в запасе. В 1959 году он женился на Марте Суонсон (Martha Swanson), также выпускнице Августанского колледжа. Через некоторое время они переехали в Шелбивилл, где Сандквист работал менеджером фабрики компании Jostens. В 1972 году он переместился в Мемфис, где основал рекламно-полиграфическую компанию Graphic Sales of America.
После переезда в Мемфис Сандквист начал активно участвовать в деятельности местного отделения республиканской партии. В 1975—1977 годах он был председателем окружного отделения республиканской партии теннессийского округа Шелби, а в 1976 и 1980 годах он был делегатом Национального съезда Республиканской партии США.
В 1982 году Дон Сандквист решил побороться за пост члена Палаты представителей США от 7-го избирательного округа Теннесси. На выборах в Конгресс США, состоявшихся 2 ноября 1982 года, он в упорной борьбе победил кандидата от демократической партии Боба Клемента (Сандквист набрал 50,35 %, а Клемент — 49,65 % голосов). После этого Сандквист ещё пять раз побеждал на выборах в Конгресс США от 7-го избирательного округа Теннесси, проходивших каждые два года: в 1984, 1986, 1988, 1990 и 1992 годах, проработав членом Палаты представителей США с 1983 по 1995 год.
Во время своей работы в Конгрессе Сандквист работал в Бюджетном комитете Палаты представителей. Он поддержал снижение налога на прирост капитала, а также поправку, направленную на получение сбалансированного бюджета. Сандквист участвовал в написании и принятии всеобъемлющего этического кодекса. Он выступал против принятия Закона о гражданских правах 1990 года.
В 1994 году Сандквист участвовал в выборах губернатора Теннесси. В августе он победил на первичных выборах от республиканской партии, а 8 ноября ему удалось одержать победу на выборах губернатора штата, опередив кандидата от демократов Фила Бредисена (Сандквист набрал 54,28 %, а Бредисен — 44,67 % голосов). На следующих губернаторских выборах, состоявшихся 3 ноября 1998 года, Сандквист опять победил представителя демократической партии, на этот раз Джона Джея Хукера (Сандквист набрал 68,63 %, а Хукер — 29,48 % голосов). Сандквист проработал губернатором Теннесси восемь лет, с января 1995 до января 2003 года.
Во время своего первого губернаторского срока Сандквист работал над усовершенствованием системы социального обеспечения штата, пытаясь облегчить процесс поиска и получения работы для тех, кто её потерял. При этом соответствующие непрерывные выплаты по социальному страхованию ограничивались 18 месяцами, с общим «потолком» в пять лет. Сандквист также пытался приватизировать пенитенциарную систему штата, но не смог преодолеть сопротивление Генеральной ассамблеи Теннесси. Во время второго губернаторского срока Сандквист предложил отмену налога с продаж для продовольственных магазинов, а также налоговую реформу для предприятий. Он также предлагал ввести подоходный налог штата в дополнение к соответствующему федеральному налогу. Борьба за эти предложения привела к падению популярности Сандквиста. После ухода с поста губернатора в 2003 году он надолго прекратил политическую активность.    
За время своей политической карьеры Сандквист не проиграл ни на одних выборах из восьми, в которых он участвовал — шесть раз в Палату представителей США и два раза на пост губернатора Теннесси.
У Дона и Марты Сандквист трое детей — две дочери, Таня и Андреа, и сын Дональд-младший. Дон Сандквист скончался 28 августа 2023 года в больнице в Мемфисе, после операции и последовавшей за ней болезни. Церемония прощания с ним прошла в Капитолии штата Теннесси.